# جانگ او-سوک
جانگ او-سوک (انگلیسی: Jang Eu-suk) یک تکواندوکار اهل کره جنوبی است.
وی در مسابقات قهرمانی تکواندو جهان ۱۹۸۷ در بارسلونا، پس از شکست دادن روزا مورنو در بازی نیمه نهایی و مونیکا تورس در بازی نهایی، در دسته سبک‌وزن برنده مدال طلا شد.